# Robert Walker Jr.
Pour les articles homonymes, voir Robert Walker et Walker.
Robert Hudson Walker Jr., né le 15 avril 1940 à New York (État de New York) et mort le 5 décembre 2019 à Malibu (Californie), est un acteur américain.

## Biographie
Robert Walker Jr. est le fils des acteurs Jennifer Jones et Robert Walker. Souvent, il est crédité Robert Walker, comme son père.
Robert Walker est né dans le Queens, à New York. Il a fréquenté la Lawrenceville School près de Princeton avant de commencer sa carrière d'acteur.
Robert Walker a étudié le tai-chi-chuan avec Marshall Ho'o, une compétence qu'il a ensuite exposée dans son rôle dans le film Easy Rider. 
Il participe à des films américains entre 1963 et 1987 (notamment des westerns et des films d'horreur), ainsi qu'à deux coproductions avec la France en 1970 et 1973.
À la télévision, il apparaît dans des téléfilms et séries (Columbo, Les Envahisseurs, Star Trek...) de 1956 à 1991.
Il est apparu dans les films et la télévision à partir du début des années 1960. Ses films incluent le rôle principal dans Ensign Pulver (1964) avec Burl Ives et Walter Matthau, The War Wagon (1967) avec John Wayne et Kirk Douglas, le rôle principal dans Young Billy Young aux côtés de Robert Mitchum en 1969, Easy Rider, également en 1969, et méfiez-vous! The Blob, ou Fils de Blob en 1972. En 1982, il joue dans Angkor: Cambodia Express avec Nancy Kwan, Christopher George, Woody Strode et Sorapong Chatree.
Dans les années 1960, Walker est apparu dans un épisode de 1962 (Across Walnuts and Wine) de la série télévisée classique Route 66. Il a joué le rôle principal et un personnage émotionnellement perturbé qui était un acteur troublé qui a vécu et joué dans les rues et dans les cirques, dans l'épisode de Naked City, Dust Devil on a Quiet Street du 28 novembre 1962. Dans l'épisode de The Big Valley, Mon fils, mon fils, diffusé le 3 novembre 1965, Walker prend le rôle d'Evan Miles, un étudiant en décrochage scolaire troublé par les émotions et obsédé par son ami d’enfance Audra Barkley. Il a eu un rôle mémorable dans Star Trek en tant que Charles 'Charlie' Evans, un adolescent de 17 ans et social inadapté avec des pouvoirs psychiques dans l'épisode Charlie X, diffusé le 15 septembre 1966. Walker apparaît dans la cinquième saison de la série Combat! Dans l'épisode Ollie Joe du 27 septembre 1966. En plus, il avait le rôle principal dans Billy the Kid, épisode 22 de The Time Tunnel, diffusé à l'origine le 10 février 1967. Il interprète également Nick Baxter, un étranger malade qui a provoqué la mort humaine par contact, dans l'épisode Panic de la série télévisée Les Envahisseurs, diffusé le 11 avril 1967. Il incarne Mark Cole dans l'épisode de Bonanza du 29 octobre 1967 intitulé The Gentle Ones.
Dans les années 1970, Walker a joué un rôle dans un épisode de Columbo, Mind Over Mayhem, et en tant que docker innocent s'accusant de meurtre dans un épisode de Quincy, The Hero Syndrome en 1977. Il est également apparu dans l'épisode pilote de 1978 de The Eddie Capra Mysteries.
Walker a maintenu une présence épisodique à la télévision dans les années 1980 et 1990. Il a joué dans deux épisodes de Murder. Il a joué avec Angela Lansbury une fois en 1987 et une autre fois en 1990 le rôle d'un homme handicapé mental dans Shear Madness. Ses dernières représentations à l'écran étaient dans les séries télévisées LA Law et In the Heat of the Night, toutes deux en 1991. Il a également fait une apparition dans une série télévisée en 1993 et a joué un petit rôle en 2016 dans le film Au-delà de l'obscurité.

## Filmographie

### Cinéma
- 1963 : Un homme doit mourir (The Hook) de George Seaton : Pvt. O. A. Dennison
- 1963 : The Ceremony (en) de Laurence Harvey : Dominic
- 1964 : Ensign Pulver de Joshua Logan : Frank Pulver
- 1967 : La Caravane de feu (The War Wagon) de Burt Kennedy : Billy Hyatt
- 1967 : Les Détraqués (The Happening) d'Elliot Silverstein : Herby
- 1968 : Les Sept Sauvages (The Savage Seven) de Richard Rush : Johnnie
- 1968 : Eve (The Face of Eve) de Jeremy Summers : Mike Yates
- 1968 : Trois fauves déchaînés (en) (Killers Three) de Bruce Kessler : Johnny Warder
- 1969 : Easy Rider de Dennis Hopper : Jack
- 1969 : Agilok & Blubbo de Peter F. Schneider : Agilok
- 1969 : La Vengeance du shérif (Young Billy Young) de Burt Kennedy : Billy Young
- 1970 : The Man from O.R.G.Y. (en) de James Hill : Steve Victor
- 1970 : La Route de Salina (Road to Salina) de Georges Lautner : Jonas
- 1972 : Attention au blob ! (Beware ! The Blob)  de Larry Hagman : Bobby Hartford
- 1973 : Don Juan 73 ou Don Juan ou Si Don Juan était une femme de Roger Vadim : le guitariste
- 1973 : Hex de Leo Garen : Chupo
- 1974 : Le Spectre d'Edgar Allan Poe (The Spectre of Edgar Allan Poe) de Mohy Quandour (en) : Edgar Allan Poe
- 1976 : The Passover Plot de Michael Campus (en) : Bar Talmi
- 1977 : Evil Town de Curtis Hanson et Larry Spiegel (en) : Mike Segal
- 1982 : Angkor de Lek Kitaparaporn : Andrew Cameron
- 1983 : Olivia (en) ou Prozzie d'Ulli Lommel : Michael Grant
- 1990 : Fatal Charm (en) de Fritz Kiersch : Edgar Perkins
- 2017 : Lock It Up Dog (court-métrage) :
- 2018 : Heaven's War de Danny Carrales : l'agent Mills

### Télévision
- 1957 : First Performance (en) (série TV) : Arjun  Ghanshyam
- 1961 : Golden Showcase (série TV) : James Vane
- 1962 : Route 66 (série TV) : Michael Ely
- 1962 : Naked City (série TV) : Neil McCaw
- 1962 et 1964 : Ben Casey (série TV) : David Duncan / Larry Franklin
- 1962 et 1965 : Les accusés (The Defenders) (série TV) : un second étudiant / Erik Davis
- 1963 : The Eleventh Hour (en) (série TV) : Bruce Forman
- 1964 : Le Jeune Docteur Kildare (série TV) : Neal Tomlinson
- 1965 : Mr. Novak (en) (série TV) : Dick Sullivan
- 1965 : La Grande Vallée (The Big Valley) (série TV) : Evan
- 1966 : The Trials of O'Brien (série TV) : Arthur Barry
- 1966 : Star Trek (série TV) : Charlie Evans
- 1966 : Combat ! (série TV) : Ollie Joe Brown
- 1966 : The Road West (en) (série TV) : Cpl. Marsh Courtney
- 1966 : 12 O'Clock High (en) (série TV) : Sgt. Karl Weigand / Master Sgt. Heinz Reiniger
- 1966 et 1968 : Sur la piste du crime (The F.B.I.) (série TV) : Willard Smith / Paul Donald Thorpe
- 1967 : Au cœur du temps (The Time Tunnel) (série TV) : Billy the Kid
- 1967 : Les Monroe (The Monroes) (série TV) : Quint Gregger
- 1967 : Les Envahisseurs (The Invaders) (série TV) : Nick Baxter
- 1967 : Bonanza (série TV) : Mark Cole
- 1974 : Columbo (série TV) : Neil Cahill
- 1974 : Death in Space (série TV) : Major Barry Wolfe
- 1974 : Cannon (série TV) : Del Foxworth
- 1975 : Les Rues de San Francisco (The Streets of San Francisco) (série TV) : Gene Watson
- 1976 : Sergent Anderson (série TV) : Nat Stark
- 1977 : Quincy (série TV) : Peter Thorwald
- 1978 : The Next Step Beyond (en) (série TV) : Walter Hastings
- 1978 : L'Homme qui valait trois milliards (The Six Million Dollar Man) (série TV) : Cloche / Bell
- 1979 : Drôles de dames (Charlie's Angels) (série TV) : Burt Marshall
- 1980 : La Plantation (en) (Beulah Land) (mini-série) : Bruce Davis
- 1982 : Chips (série TV) : Tom
- 1983 : Un mannequin sur mesure (en) (Making of a Male Model) (téléfilm) : Joseph
- 1983 : Matt Houston (série TV) : Adrian Harcomb
- 1984 et 1986 : L'Homme qui tombe à pic (The fall Guy) (série TV) : un joueur de poker
- 1985 : Simon et Simon (série TV) : Mr. Matt Glass
- 1985 : Riptide (série TV) : Oscar Davenport
- 1985-1986 : Dallas (série TV) : Harding Devers
- 1987 et 1990 : Arabesque (Murder, she wrote) (série TV) : Otto Hardwick / George Owens
- 1989 : Vic Daniels, flic à Los Angeles (Dragnet) (série TV) : Bruce Fellows
- 1991 : Dans la chaleur de la nuit (In The Heat Of Night) (série TV) : Ray Garrett
- 1991 : La Loi de Los Angeles (L.A. Law) (série TV) : Willima Lowell
- 1991 : The New Adam-12 (en) (série TV) : Le principal
- 1991 : Les Nouvelles Aventures de Lassie (en) (The New Lassie) (série TV) : Jim Bowers
- 1992 : Santa Barbara (série TV) : Dr Pressman
- 1993 : FBI: The Untold Stories (en) (série TV) : Berry

## Récompense
- Golden Globe 1964, catégorie « Meilleur espoir masculin » (Most Promising Newcomer Male), pour The Ceremony (en) (1963).